# (541012) 2017 YP2
(541012) 2017 YP2 es un asteroide perteneciente al cinturón de asteroides descubierto el 26 de noviembre de 2012 por el equipo del Mount Lemmon Survey desde el Observatorio del Monte Lemmon, Arizona, Estados Unidos.

## Designación y nombre
Designado provisionalmente como 2017 YP2.

## Características orbitales
2017 YP2 está situado a una distancia media del Sol de 2,981 ua, pudiendo alejarse hasta 3,146 ua y acercarse hasta 2,816 ua. Su excentricidad es 0,055 y la inclinación orbital 12,36 grados. Emplea 1880,31 días en completar una órbita alrededor del Sol.

## Características físicas
La magnitud absoluta de 2017 YP2 es 16,1. 